# Кайнлицьке сільське поселення
Кайнли́цьке сільське поселення (рос. Кайнлыкское сельское поселение) — муніципальне утворення у складі Комсомольського району Чувашії, Росія. Адміністративний центр — присілок Починок-Бибить.

## Населення
Населення — 1004 особи (2019, 1182 у 2010, 1185 у 2002).

## Склад
До складу поселення входять такі населені пункти:
| Населений пункт             | Населення, осіб (2002) | Населення, осіб (2010) |
| --------------------------- | ---------------------- | ---------------------- |
| Кайнлик, присілок           | 276                    | 293                    |
| Польове Шептахово, присілок | 505                    | 497                    |
| Починок-Бибить, присілок    | 404                    | 392                    |